# Tsenher
Tsenher (mongoliska: Цэнхэр Сум, Цэнхэр) är ett distrikt i Mongoliet.   Det ligger i provinsen Archangaj, i den centrala delen av landet, 400 km väster om huvudstaden Ulaanbaatar.